# 布拉涅沃
布拉涅沃（波蘭語：Braniewo，波蘭語發音：[braˈɲevɔ]，布劳恩斯贝格）是波兰瓦尔米亚-马祖里省的一个镇，位于格但斯克湾维斯图拉潟湖畔，邻近俄罗斯边境。